# Witalij Portnykow

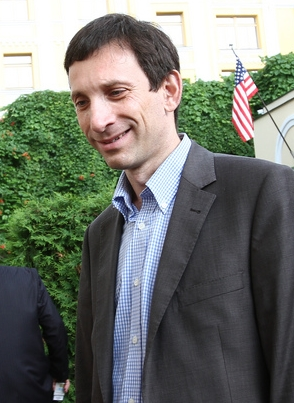
Witalij Portnykow, 2011

Witalij Eduardowytsch Portnykow (ukrainisch Віталій Едуардович Портников, englische Transkription: Vitaly Portnikov; * 14. Mai 1967 in Kiew, Ukrainische SSR, Sowjetunion) ist ein ukrainischer Journalist, Publizist, Schriftsteller, Politikanalyst, Fernsehmoderator und Radiokommentator.

## Leben
Witalij Portnykow kam 1967 als Sohn einer säkularen jüdischen Familie in Kiew zur Welt. Nach seinem Abitur in Kiew studierte er ab 1985 drei Jahre an der philologischen Fakultät der Universität in Dnipropetrowsk und wechselte 1988 an die Fakultät für Journalismus der Moskauer Staatsuniversität, die er 1990 absolvierte. Bereits während seines Studiums schrieb er für die Zeitung Molod Ukrainy und war ab 1989 Kolumnist der Moskauer Zeitung Nesawissimaja gaseta. Nach seinem Studium arbeitete Portnykow als einer der ersten Korrespondenten im Parlament der Sowjetunion, was ihm direkten Zugang zu den leitenden Köpfen der Sowjetunion ermöglichte. Nach dem Zerfall der Sowjetunion schrieb er unter anderem für Publikationen aus Polen, der Ukraine und den baltischen Staaten. Nachdem es in der Russischen Föderation für Journalisten schwieriger wurde zu arbeiten, kehrte er in die Ukraine zurück.
Von 2006 an arbeitete er für die ukrainische Tageszeitung Газета 24 (deutsch: Haseta 24), wo er im September 2007 auch den Posten des Chefredakteurs übernahm, jedoch bereits im Oktober 2007 von diesem zurücktrat.
Ab 2009  arbeitete er beim ukrainischen Fernsehsender TVi, bei dem er das Programm Die Wahrheit von Witalij Portnykow leitete und zwischen 2010 und 2012 die Position des Chefredakteurs des TV-Kanals innehatte.
Von November 2013 an erstellt Portnykow Programme bei Espreso TV und nahm aktiv am Euromaidan teil. Als Vertreter der politischen Partei Volksfront wurde Portnykow im Juli 2015 Aufsichtsratsmitglied des Ukrainischen Nationalrats für Fernsehen und Rundfunk.
Witalij Portnykow kooperiert mit Radio Free Europe/Radio Liberty und schreibt als freier Journalist analytische Artikel für Zeitungen in der Ukraine, Russland, Belarus, Polen und Israel.

## Auszeichnungen
Portnykow gewann den Zolotoe Pero 1989, den Preis des Ukrainischen Journalistenverbandes und war für den Titel Journalist des Jahres in der Ukraine nominiert.
Er ist Träger des Wassyl-Stus-Preises 2022.

## Bücher
- Witalij Portnykow „Почему Медведев?“ (deutsch: Warum Medwedew?) Самміт-Книга, 2008 ISBN 966-7889-26-2
- Witalij Portnykow „Богородиця у синагозі“  (deutsch: Die Jungfrau in der Synagoge) Х.: Акта, 2010
- Witalij Portnykow „Тюрма для янголів“  (deutsch: Gefängnis für Engel) Х.: Акта, 2012
- Witalij Portnykow „Евора“  (deutsch: Ewora) Х.:Акта, 2017